# الفدنا
الفدنا (به ایتالیایی: Alfedena) یک سکونتگاه مسکونی در ایتالیا است که در استان لاکویلا واقع شده‌است.

## خصوصیات
الفدنا ۴۰٫۳۴ کیلومترمربع مساحت و ۸۲۲ نفر جمعیت دارد و ۹۱۴ متر بالاتر از سطح دریا واقع شده‌است.